# Безансон, Ален
Але́н Безансо́н (фр. Alain Besançon; 25 апреля 1932, VI округ Парижа — 8 июля 2023, VII округ Парижа) — французский политолог, историк социологии и философии, специалист по истории России и СССР.

## Биография
Окончил Сорбонну и Политехническую школу. Преподавал в Высшей школе гуманитарных наук (Париж), в ряде американских университетов.
С 1951 по 1956 год состоял членом Французской коммунистической партии. Вышел из партии и стал критиковать коммунистическую идеологию после публикации доклада Хрущёва на XX съезде КПСС о преступлениях сталинизма.
Действительный член французской Академии моральных и политических наук, почётный доктор РГГУ.
В 2008 году опубликовал роман «Эмиль и лжецы» (Émile et les menteurs).
Ален Безансон нередко выступал с критическими заявлениями в адрес России.

## Публикации
- Le Tsarévitch immolé, 1967.
- Histoire et expérience du moi, 1971.
- Entretiens sur le Grand Siècle russe et ses prolongements (en collaboration), 1971.
- Éducation et société en Russie, 1974.
- L’Histoire psychanalytique, une anthologie, 1974.
- Être russe au XIXe siècle, 1974.
- Court traité de soviétologie à l’usage des autorités civiles, militaires et religieuses, 1976 (préface de Raymond Aron).
- Les Origines intellectuelles du léninisme, 1977.
- La Confusion des langues, 1978.
- Présent soviétique et passé russe, Livre de poche, Paris, 1980 (réédité : Hachette, Paris, 1986).
- Anatomie d’un spectre : l'économie politique du socialisme réel, Calmann-Lévy, Paris, 1981.
- Courrier Paris-Stanford (en collaboration), 1984.
- La Falsification du bien, Soloviev et Orwell, 1985.
- Une génération, Julliard, 1987.
- Vendredis, 1989.
- L’Image interdite, une histoire intellectuelle de l’iconoclasme, 1994.
- Trois tentations dans l'Église, 1996.
- Aux sources de l’iconoclasme moderne, 1998.
- Le Malheur du siècle : sur le communisme, le nazisme et l’unicité de la Shoah, Fayard, 1998, 166 p.
- Émile et les menteurs, 2008
- Cinq Personnages en quête d’amour. Amour et religion, 2010

### Публикации на русском языке
- Безансон А. Бедствие века : Коммунизм, нацизм и уникальность Катастрофы = Le malheur du siecle / Пер. с фр. Я. Горбаневского. — М. ; Париж: МИК : Рус. мысль, 2000. — 103 с. — 1000 экз. — ISBN 5-87902-054-1.
- Безансон А. Возможно ли включить Россию в мировое устройство? / Пер. с фр. Я. Горбаневского. — Париж: Русская мысль, 2001. Архивировано 6 сентября 2013 года.
- Безансон А. Запретный образ : Интеллектуал. история иконоборчества = L'image interdite / Пер. с фр. М. Розанова. — М.: МИК, 1999. — 423 с. — 1000 экз. — ISBN 5-87902-040-1.
- Извращение добра.
- Безансон А. Интеллектуальные истоки ленинизма = Les origines intellectuelles du leninisme / Пер. с фр. М. Розанова и др. — М.: МИК, 1998. — 303 с. — 5000 экз. — ISBN 5-87902-029-0.
- Безансон А. Коммунизм, нацизм, холокост / Пер. с фр. А. К. Приходько. — М.: РГГУ, 2001. — 43 с. — (Текст парал. на рус. и фр. яз.). — 600 экз.
- Безансон А. Русское прошлое и советское настоящее = Russian past and Soviet present / Пер. и общ. ред. А. Бабича ; Вступ. ст. М. Геллера. — London: Overseas publ. interchange, 1984. — 387 с. — (Историческая библиотека ; 1). — ISBN 0-903868-51-2.
- Безансон А. Советское настоящее и русское прошлое : Сб. ст. = Present sovietigue et passe russe / Пер. с фр. А. Бабича и М. Розанова. — М.: МИК, 1998. — 333 с. — 5000 экз. — ISBN 5-87902-009-6.
- Безансон А. Убиенный царевич : Рус. культура и нац. сознание: закон и его нарушение = Le tsarevitch immole / Пер. с фр. М. Антыпко и др. — М.: Мик, 1999. — 215 с. — 5000 экз. — ISBN 5-87902-014-2.

См. также публикации А. Безансона в «Журнальном зале»